# Пнево (Лодзинське воєводство)
Пнево (пол. Pniewo) — село в Польщі, у гміні Бедльно Кутновського повіту Лодзинського воєводства.
Населення — 688 осіб (2011).
У 1975-1998 роках село належало до Плоцького воєводства.

## Демографія
Демографічна структура станом на 31 березня 2011 року:
|          | Загалом | Допрацездатний вік | Працездатний вік | Постпрацездатний вік |
| -------- | ------- | ------------------ | ---------------- | -------------------- |
| Чоловіки | 330     | 58                 | 216              | 56                   |
| Жінки    | 358     | 53                 | 191              | 114                  |
| Разом    | 688     | 111                | 407              | 170                  |